# 愛媛県道140号伊予西条停車場線
愛媛県道140号伊予西条停車場線（えひめけんどう140いよさいじょうていしゃじょうせん）は、愛媛県西条市を通る一般県道である。

## 概要
西条市大町から西条市新田に至る。

### 路線データ
- 起点：愛媛県西条市大町（西条駅前交差点、JR四国予讃線 伊予西条駅前）
- 終点：愛媛県西条市新田（愛媛県道13号壬生川新居浜野田線交点）
- 総延長：約1.5 km

## 地理

### 通過する自治体
- 愛媛県
  - 西条市

### 交差する道路
| 交差する道路                   | 交差する場所 | 交差する場所 |
| ------------------------------ | ------------ | ------------ |
| 愛媛県道13号壬生川新居浜野田線 | 新田         | 終点         |

### 沿線
- JR四国予讃線 伊予西条駅
- 西条警察署 駅前交番
- フジグラン西条
- 西条市立西条北中学校
- 寿し一貫西条店